# George V
Pour les articles homonymes, voir Georges V et George du Royaume-Uni.
George V, né George Frederick Ernest Albert le 3 juin 1865 et mort le 20 janvier 1936, est roi du Royaume-Uni et des dominions (Canada, Terre-Neuve, Australie, Nouvelle-Zélande, Afrique du Sud, Irlande), ainsi qu'empereur des Indes du 6 mai 1910 jusqu'à sa mort.
George est le petit-fils de la reine Victoria et du prince Albert, et le cousin germain du tsar Nicolas II et de l'empereur allemand Guillaume II, du roi Haakon VII de Norvège, du roi Christian X de Danemark, du grand-duc Ernest Louis de Hesse mais aussi et par alliance du roi Alphonse XIII d'Espagne, du roi de Suède Gustave VI. De 1877 à 1891, il servit dans la Royal Navy et atteint le grade de Captain. À la mort de Victoria en 1901, le père de George devient roi sous le nom d'Édouard VII et George est fait prince de Galles. À la mort de son père en 1910, il lui succède en tant que roi-empereur de l'Empire britannique sous le nom de George V. Il est le seul empereur des Indes à assister à son darbâr à Delhi.
À la suite de la Première Guerre mondiale, l'Empire britannique atteint son étendue maximale. En 1917, il devient le premier monarque de la maison Windsor après avoir rebaptisé la maison de Saxe-Cobourg et Gotha en raison des sentiments antigermaniques (notamment lié à la première guerre mondiale) au Royaume-Uni. Son règne voit la montée en puissance du socialisme, du communisme, du fascisme, du républicanisme irlandais et de l'indépendantisme indien qui changent radicalement le paysage politique. Le Parliament Act de 1911 établit la suprématie de la Chambre des communes élue par le peuple sur la Chambre des lords dont les membres sont nommés par le souverain. 
En 1924, George V nomme le premier Premier ministre britannique travailliste, Ramsay MacDonald, tandis qu'en 1931, le Statut de Westminster supprime les droits d'ingérence sur les dominions au sein du Commonwealth of Nations. Victime de problèmes de santé lors des dernières années de son règne, il meurt le 20 janvier 1936 et son fils aîné Edward lui succède sous le nom d'Édouard VIII.

## Jeunes années

### Naissance et enfance

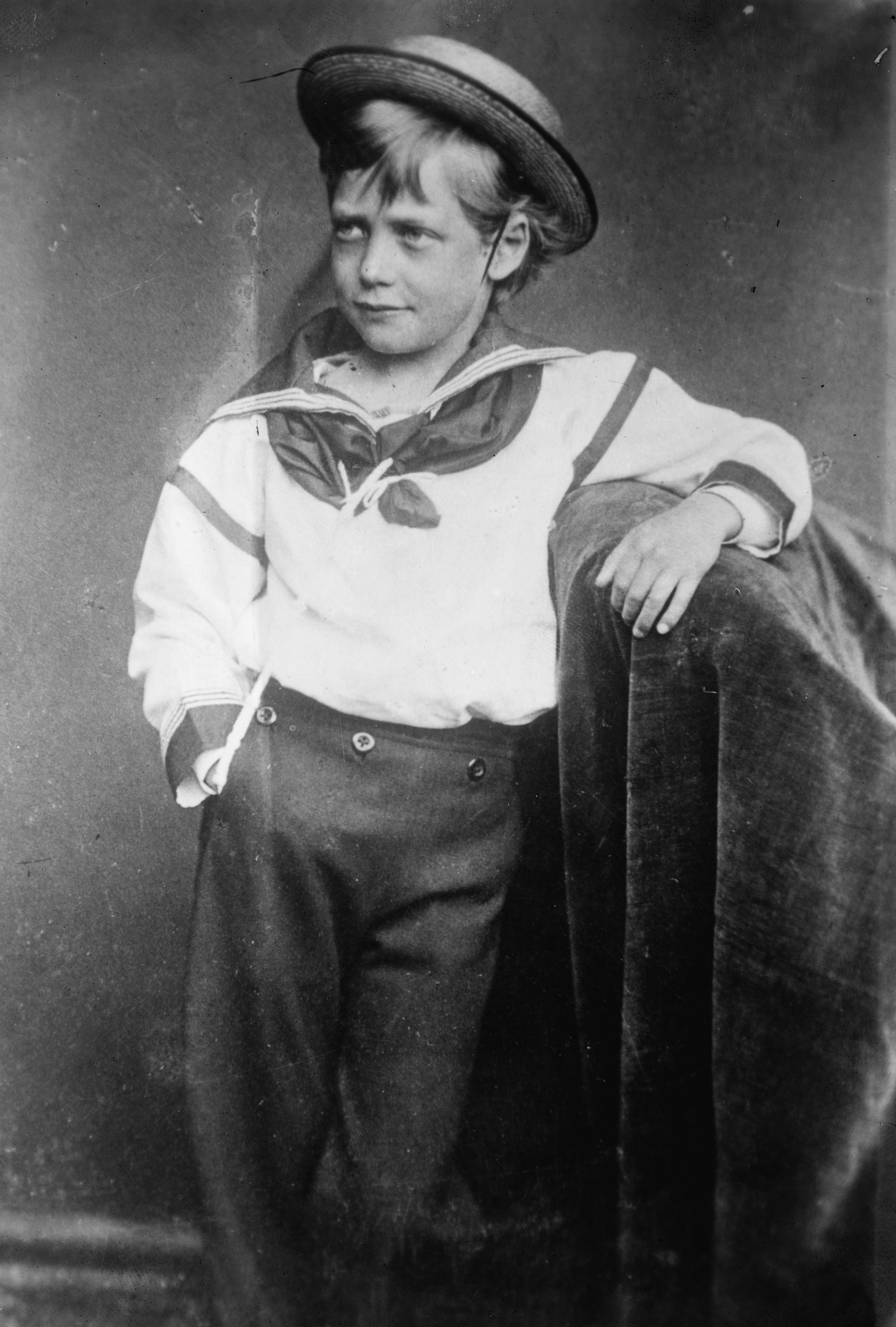
George en 1870.

Le prince George naît le 3 juin 1865 à la résidence royale de Marlborough House à Londres. Second fils du prince de Galles, futur Édouard VII, fils aîné de la reine Victoria et du prince Albert de Saxe-Cobourg-Gotha et de la princesse de Galles née Alexandra de Danemark, fille aînée du roi Christian IX, il est quatrième dans l'ordre de succession au trône et n'est pas appelé à règner. En tant que fils du prince de Galles, George reçoit le prédicat d' Altesse Royale, prince George de Galles. Il est baptisé à la chapelle Saint-Georges du château de Windsor le 7 juillet 1865 par l'archevêque de Cantorbéry, Charles Longley.
En tant que cadet du prince de Galles, George a peu de chances d'accéder au trône. Son frère aîné, Albert Victor, est le deuxième dans l'ordre de succession après son père. Les deux frères n'ont que 17 mois d'écart et ils sont élevés ensemble ; en 1871, John Neale Dalton est choisi pour être leur tuteur. Ni Albert Victor ni George n'excellent du point de vue intellectuel. Leur père considère que la marine représente « le meilleur entraînement possible pour un garçon » et les deux frères entrent dans la Royal Navy en septembre 1877 ; ils sont déployés sur le navire d'entraînement HMS Prince of Wales stationné à Dartmouth.

### Premiers voyages et études
À partir de 1879, Albert Victor et George servent pendant trois ans sur le HMS Bacchante, accompagnés de Dalton. Ils réalisent une tournée des colonies de l'Empire britannique dans les Caraïbes, l'Afrique du Sud et l'Australie et se rendent aux États-Unis, en Amérique du Sud, en Méditerranée, en Égypte et dans l'Asie de l'Est. Au Japon, George demande à un tatoueur local de dessiner un dragon bleu et rouge sur son bras. Dalton rédige un compte-rendu de leur voyage intitulé The Cruise of HMS Bacchante. Entre Melbourne et Sydney, Dalton note la vision du vaisseau fantôme le Hollandais volant[pas clair]. Lorsqu'ils reviennent au Royaume-Uni, la reine Victoria se plaint que ses petits-enfants ne parlent pas français ou allemand et les deux frères sont envoyés six mois à Lausanne en Suisse, mais ne parviennent pas à apprendre une autre langue. Après Lausanne, Albert Victor et George sont séparés ; Albert Victor entre au Trinity College de l'université de Cambridge et George reste dans la Royal Navy. Il réalise de nombreux voyages dans le monde et visite de nombreuses régions de l'Empire britannique jusqu'à son dernier commandement en 1891 – 1892 en tant que capitaine de vaisseau. Après cela, son grade dans la Royal Navy est largement honorifique.

### Mariage

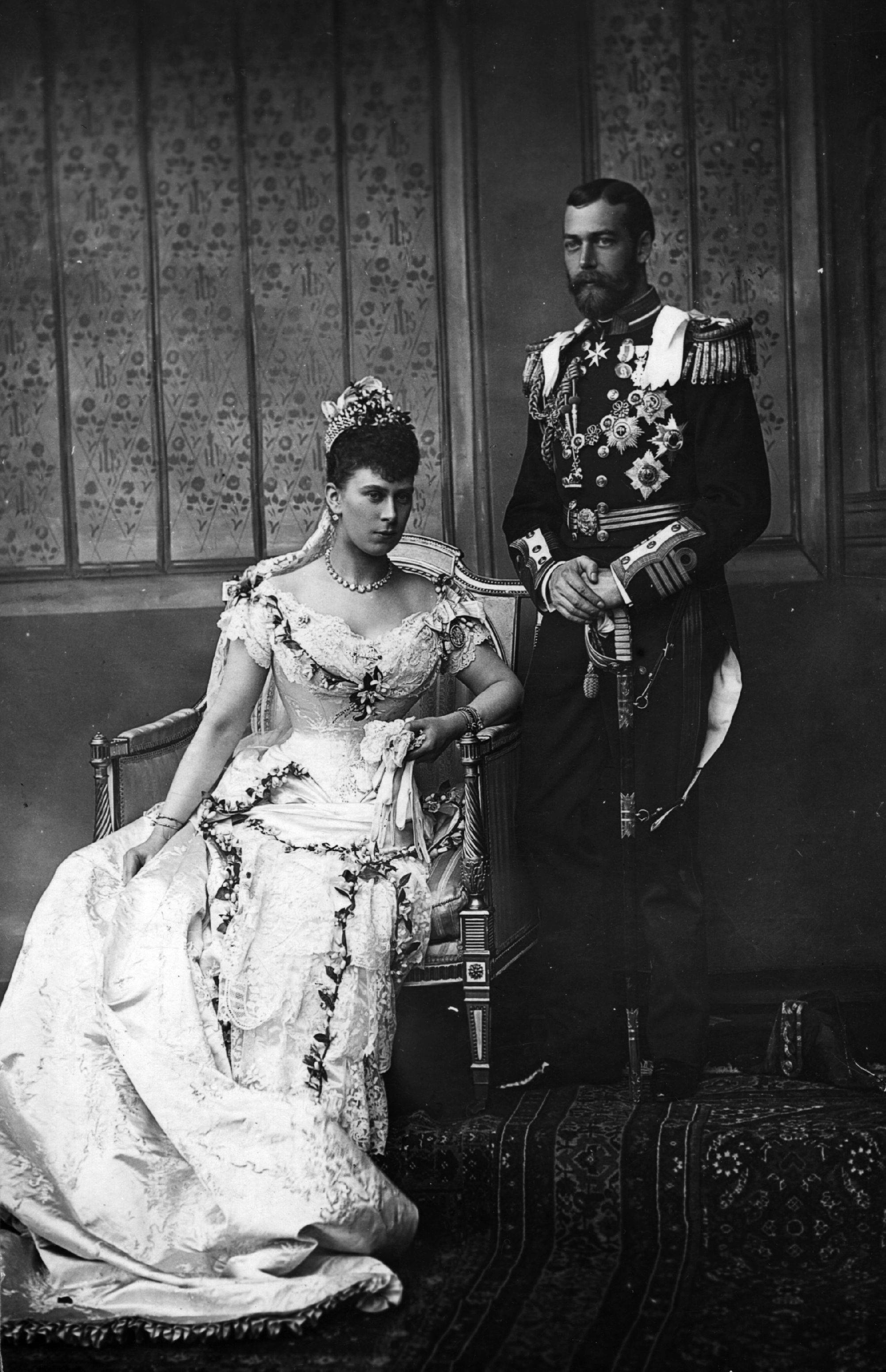
Mariage de George, duc d'York et Victoria Mary de Teck en 1893.

En tant que jeune homme destiné à servir dans la marine, le prince George reste plusieurs années sous le commandement de son oncle, le prince Alfred d'Édimbourg, qui est stationné à Malte. Sur l'île, il rencontre et tombe amoureux de la fille de son oncle, sa cousine Marie d'Édimbourg. Sa grand-mère, son père et son oncle approuvent l'union mais leurs mères, la princesse de Galles et la duchesse d'Édimbourg s'y opposent. La princesse de Galles pense que la famille est trop pro-allemande et la duchesse d'Édimbourg n'apprécie pas l'Angleterre, et ne veut pas d'un mariage entre cousins germains (pratique interdite par l'Église orthodoxe russe). Poussée par sa mère, Marie refuse la proposition de fiançailles de George et elle épouse Ferdinand, l'héritier du trône de Roumanie, en 1893.
En novembre 1891, le frère aîné de George, Albert Victor, se fiance avec sa cousine issue de germains, la princesse Victoria Mary de Teck. Son père, François de Teck, appartient à une branche cadette et morganatique de la maison de Wurtemberg. Sa mère, Marie-Adélaïde de Teck, est la petite-fille en lignée masculine du roi George III et une cousine germaine de la reine Victoria.
Six semaines après ces fiançailles, Albert Victor meurt d'une pneumonie ; George passe donc en seconde position dans l'ordre de succession au trône britannique et devenant un héritier direct, il devient probable qu'il succède à son père. George vient juste de récupérer d'une grave maladie et est resté alité pendant six semaines en raison d'une fièvre typhoïde. La reine Victoria continue de considérer Mary de Teck comme une partenaire possible pour son petit-fils George et ils se rapprochent pendant la période de deuil. Une année après la mort d'Albert Victor, George et Mary se fiancent et ils se marient le 6 juillet 1893 dans la chapelle royale du palais Saint James à Londres. Bien que le mariage ait été arrangé, les deux époux développent une profonde affection l'un pour l'autre. George est, de son propre aveu, incapable d'exprimer facilement par oral ses sentiments, mais ils échangent fréquemment des lettres et des notes d'affection.

### Duc d'York

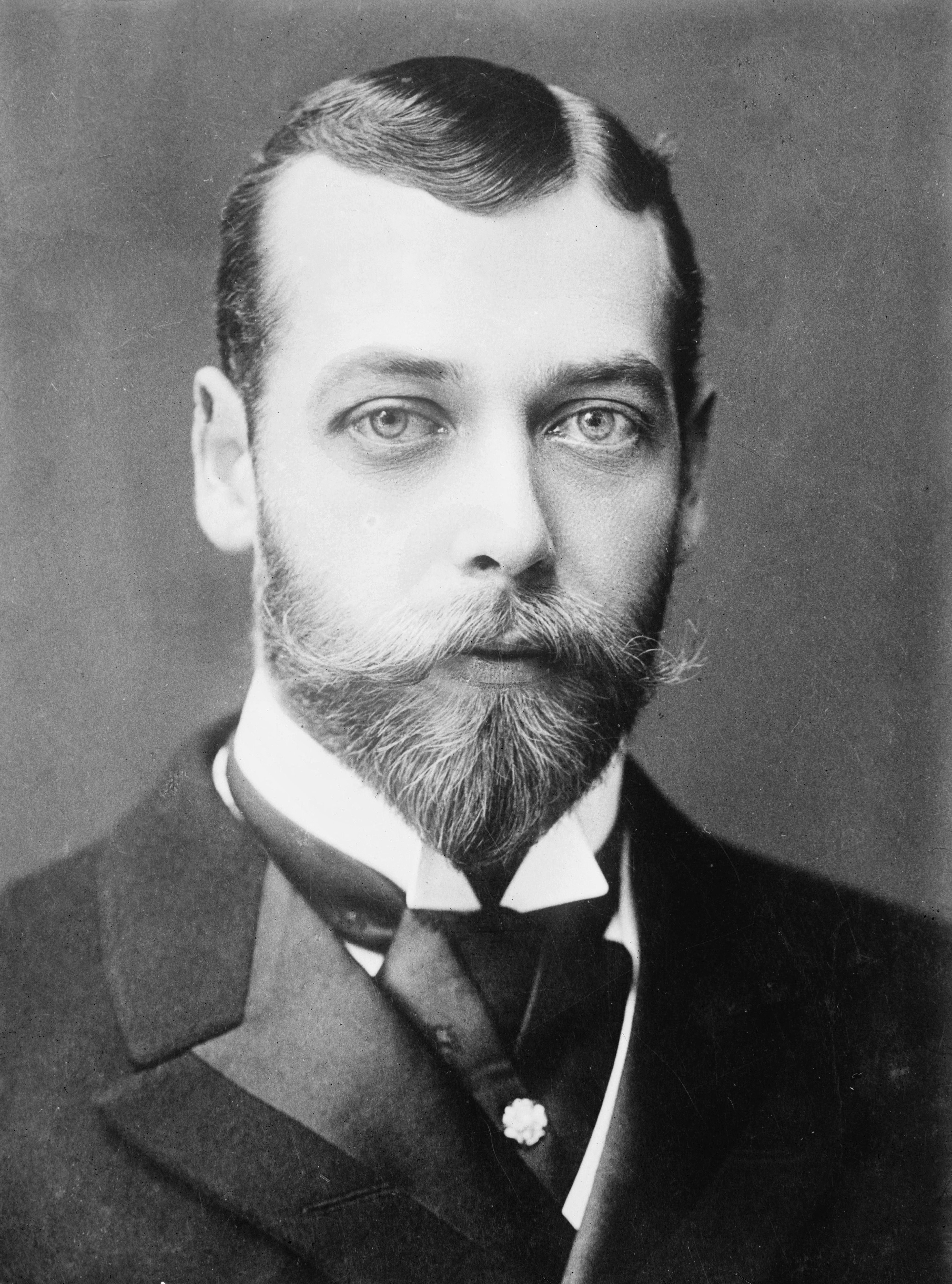
George en 1893.

La mort de son frère aîné met un terme à la carrière militaire de George, étant deuxième dans l'ordre de succession derrière son père. George est fait duc d'York, comte d'Inverness et baron Killarney par la reine Victoria le 24 mai 1892 et reçoit des leçons d'histoire constitutionnelle avec J. R. Tanner. Après son mariage avec George, Mary reçoit le titre de duchesse d'York avec le prédicat d’altesse royale.
Le duc et la duchesse d'York résident essentiellement au York Cottage, une résidence relativement petite à proximité de Sandringham House où leur mode de vie ressemble plus à celui d'une famille aisée de la classe moyenne qu'à celui de l'aristocratie. George préfère une vie simple et paisible en opposition à la vie sociale effrénée de son père. Son biographe officiel, Harold Nicolson, commente négativement cette période : « Il fut peut-être un parfait jeune cadet et un sage vieux roi mais lorsqu'il était duc d'York… il ne fit rien d'autre que chasser et coller des timbres ». George est un célèbre philatéliste, ce que Nicolson méprise ; il joue un grand rôle dans la création de la Collection philatélique royale qui devient la collection la plus complète de timbres du Royaume-Uni et du Commonwealth.
George et Mary ont cinq fils et une fille. Randolph Churchill avance que George est un père strict dont les enfants ont peur et rapporte des propos de George à Edward Stanley : « mon père avait peur de sa mère, j'avais peur de mon père et je vais m'assurer que mes enfants aient peur de moi ». Comme il n'y a aucune source directe de cette confidence, il est probable que l'éducation de George soit similaire à celle de la plupart des parents de l'époque.

## Prince de Galles

### Disparition de la reine Victoria
À la mort de la reine Victoria le 22 janvier 1901, le père de George monte sur le trône sous le nom d'Édouard VII. George hérite des titres de duc de Cornouailles et de Rothesay et est alors appelé Son Altesse Royale le duc de Cornouailles et de Rothesay presque jusqu'à la fin de l'année, quand il devient prince de Galles.

### Tournée royale à travers l'Empire

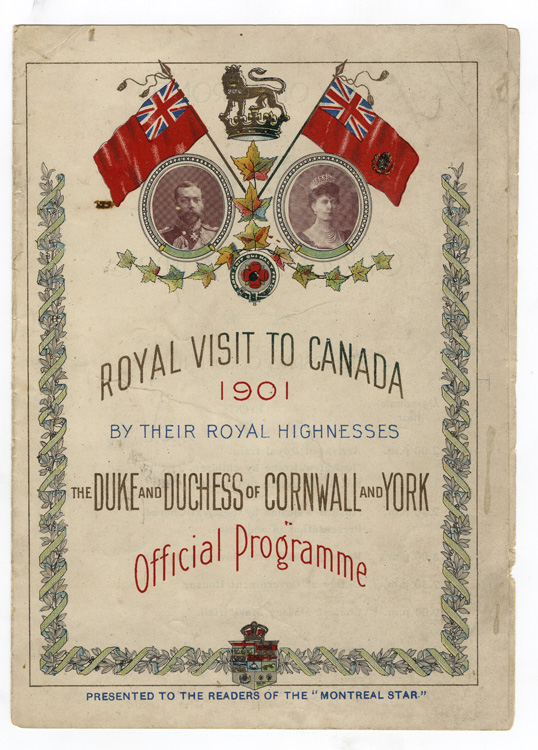
Couverture du programme officiel de la visite du duc et de la duchesse d'York au Canada en 1901.

En 1901, George et Mary font une tournée de l'Empire britannique avec des étapes en Afrique du Sud, à l’île Maurice, en Australie, en Nouvelle-Zélande, au Canada et à Terre-Neuve. Le voyage est organisé par le secrétaire d'État aux Colonies Joseph Chamberlain avec le soutien du Premier ministre britannique Lord Salisbury, et son objectif est essentiellement de remercier les dominions pour leur participation à la seconde guerre des Boers entre 1899 et 1902. George distribue des milliers de médailles aux troupes coloniales au cours de nombreuses cérémonies. En Afrique du Sud, l'accueil du cortège royal est célébré par des décorations élaborées, des présents coûteux et des feux d'artifice magnifiques. George y rencontre des chefs locaux ainsi que des prisonniers boers. Mais en dépit des célébrations, tous les résidents ne sont pas favorables à cette visite, et de nombreux Afrikaners critiquent le coût des festivités alors que la région se remettait à peine du conflit. Ensuite en Australie, le duc ouvrit la première session du Parlement à la suite de la création du Commonwealth d'Australie. Plus tard, la visite permet à la Nouvelle-Zélande de montrer son développement, en particulier la mise en place d'industries, tandis que le duc félicite le courage et la loyauté des Néo-Zélandais. L'objectif implicite est de témoigner de l'attrait de la Nouvelle-Zélande afin d'attirer des touristes et de potentiels immigrants tout en évitant les tensions sociales que l'affirmation de cette invitation aurait pu créer. La visite met ainsi l'accent sur une région dont la presse britannique sait peu de choses. À son retour en Grande-Bretagne, George donne un discours à Guildhall dans lequel il avertit de « l'impression qui semble dominer chez nos frères par-delà les mers, selon laquelle la Vieille Patrie doit se réveiller si elle veut conserver son ancienne position de domination sur son commerce colonial contre des compétiteurs étrangers ».

### Investiture en tant que prince de Galles

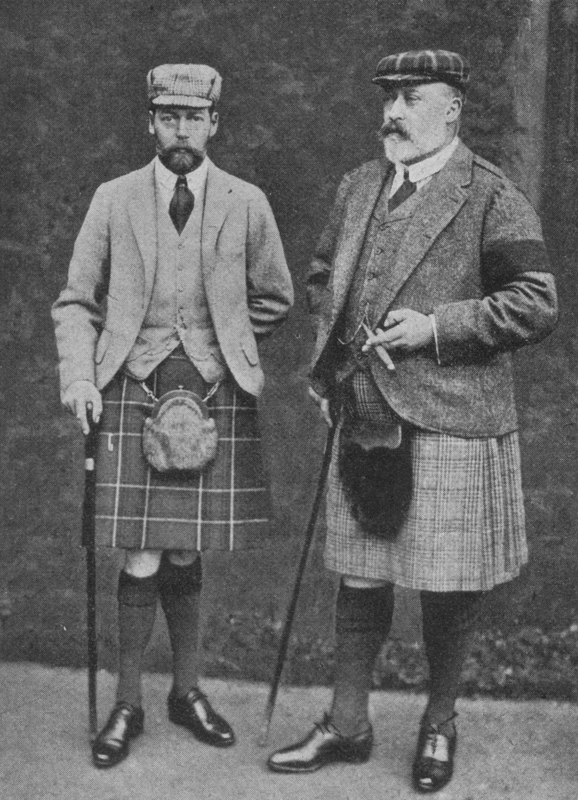
Le roi Édouard VII (à droite) avec George de Galles, en 1902.

Le 9 novembre 1901, George est fait prince de Galles et comte de Chester. Le roi Édouard VII souhaite préparer son fils à son futur rôle de monarque. Contrastant avec l'attitude de la reine Victoria, qui avait exclu Édouard des affaires du royaume, George se voit offrir un large accès aux documents et rapports officiels,. De même, le prince de Galles autorise son épouse à être tenue au courant, car il apprécie ses conseils et son aide pour rédiger ses discours.

### Voyage en Inde britannique en 1905
De novembre 1905 à mars 1906, George et Mary se rendent en Inde britannique où ils sont choqués par les discriminations, et font campagne pour une plus grande représentation des Indiens dans le gouvernement du pays. La visite est presque immédiatement suivie d'un voyage en Espagne pour le mariage du roi Alphonse XIII avec Victoire-Eugénie de Battenberg, une autre des nombreuses cousines germaines du prince, au cours duquel les fiancés manquent d'être assassinés par l'anarchiste Mateo Morral. Une semaine après leur retour en Grande-Bretagne, George et Mary se rendent en Norvège pour assister au couronnement du roi Haakon VII et de la reine Maud, la sœur de George.

## Roi du Royaume-Uni

### Accession au trône et couronnement
Édouard VII meurt le 6 mai 1910 et George monte sur le trône sous le nom de George V, à l'âge de 44 ans. Il écrit dans son journal : « j'ai perdu mon meilleur ami et le meilleur des pères… Je ne me suis jamais disputé avec lui. J'ai le cœur brisé et je suis submergé par le chagrin mais Dieu m'aidera dans mes responsabilités et ma chère Mary sera le réconfort qu'elle a toujours été. Puisse Dieu me donner force et conseil dans la tâche immense qui m'incombe ».
George n'a jamais apprécié l'habitude de son épouse de signer les documents officiels et les lettres par « Victoria Mary » et il insista pour qu'elle abandonne l'un des prénoms. Ils jugent tous deux qu'elle ne devrait pas être appelée reine Victoria et elle devient reine Mary. Plus tard dans l'année, le journaliste Edward Mylius publie un article diffamatoire affirmant que George s'était secrètement marié à Malte alors qu'il était jeune homme et qu'il est donc bigame. Ces accusations ont été imprimées pour la première fois en 1893 mais George les a ignorées. Pour faire taire ces diffamations, Mylius est arrêté, jugé et condamné à un an de prison.

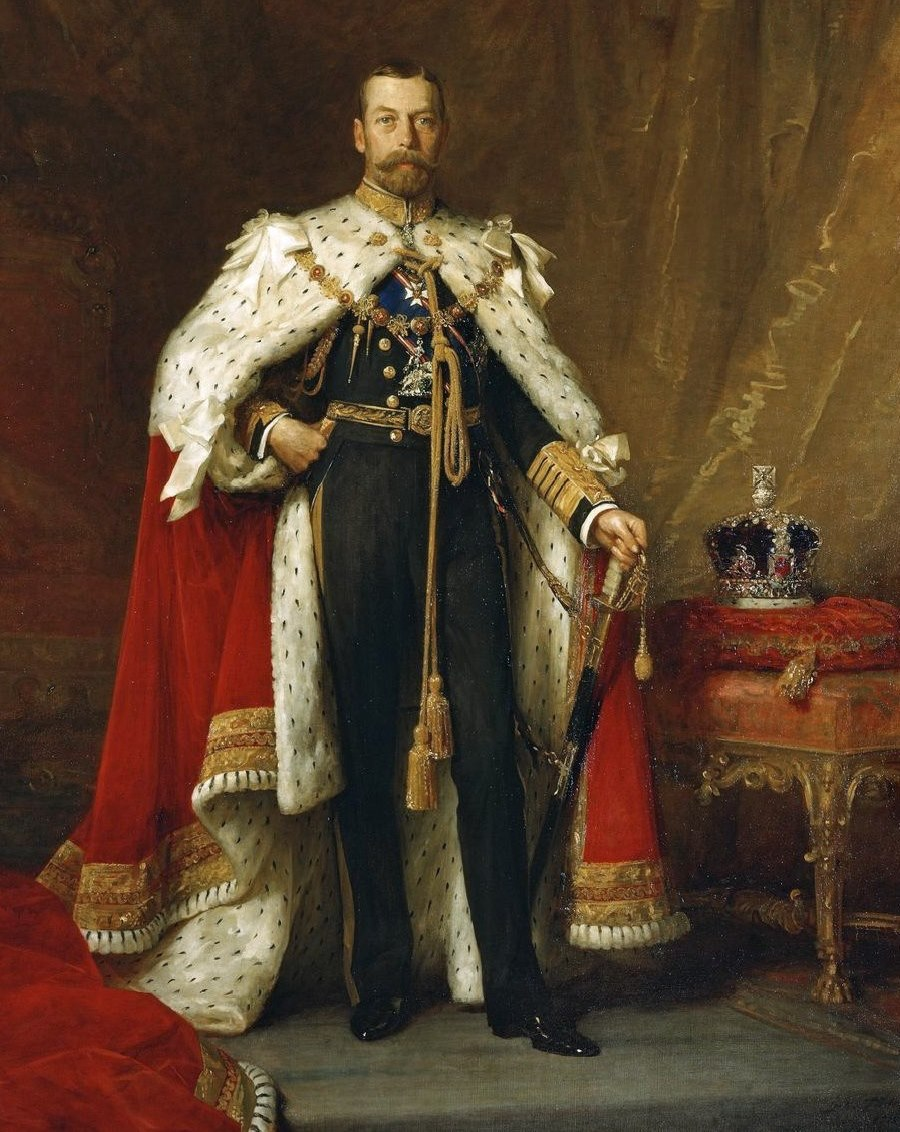
Portrait de George V en habits de couronnement par Luke Fildes (1911)

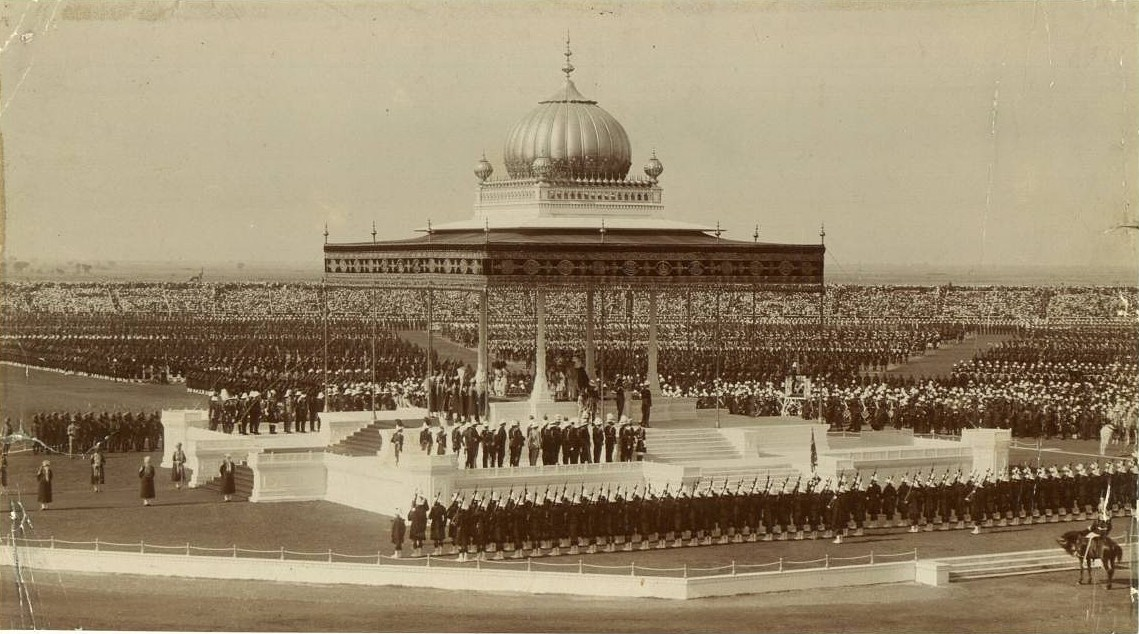
Le darbâr de Delhi en 1911 à l'occasion du couronnement de George V et de Mary

George s'oppose à la formulation anticatholique de la déclaration d'accession au trône qu'il est obligé de lire lors de sa première cérémonie d'ouverture du Parlement britannique. Il fait savoir qu'il refuse d'ouvrir le Parlement tant que sa déclaration ne serait pas modifiée. L'Accession Declaration Act de 1910 raccourcit donc la déclaration en supprimant les passages les plus controversés.
Le couronnement du roi et de la reine a lieu le 22 juin 1911 à l'abbaye de Westminster, par l'archevêque de Cantorbéry Randall Davidson, et est célébré par le Festival of Empire au Crystal Palace. En juillet le couple royal se rend en Irlande et est chaleureusement accueilli au long des cinq jours de la visite. Plus tard en 1911, le roi et la reine vont en Inde pour assister au darbâr de Delhi où ils sont présentés à une audience composée des princes et dignitaires indiens en tant qu'empereur et impératrice des Indes le 12 décembre 1911. George porte la nouvelle couronne impériale des Indes durant la cérémonie et annonce le transfert de la capitale indienne de Calcutta à Delhi. Le 15 décembre, il pose la première pierre de New Delhi avec la reine Mary. Ils voyagent dans tout le sous-continent indien et George participe à une chasse au gros gibier au Népal au cours de laquelle il tue 21 tigres, 8 rhinocéros et un ours en dix jours. Il est un tireur adroit et expérimenté, et le 18 décembre 1913, il abat plus d'un millier de faisans en six heures dans la résidence de Lord Burnham. Cela représente près d'un oiseau toutes les 20 secondes et le roi lui-même reconnaît qu'il « était allé un peu trop loin » ce jour-là.

### Débuts et politique intérieure
George V hérite de la Couronne à un moment de troubles politiques. Le People's Budget du député libéral David Lloyd George a été rejeté l'année précédente par la Chambre des lords dominée par les conservateurs et les unionistes malgré la règle tacite qui voulait que les Lords n'apposent pas leur veto aux lois budgétaires. Le Premier ministre libéral Herbert Henry Asquith a demandé au précédent roi de s'engager à nommer suffisamment de pairs pour forcer la Chambre des lords à voter le budget. Édouard VII a accepté à contrecœur de le faire si les Lords rejetaient le budget après deux élections successives. Après une élection en janvier 1910, les pairs conservateurs acceptèrent le budget sans vote car le gouvernement disposait de la légitimité électorale.

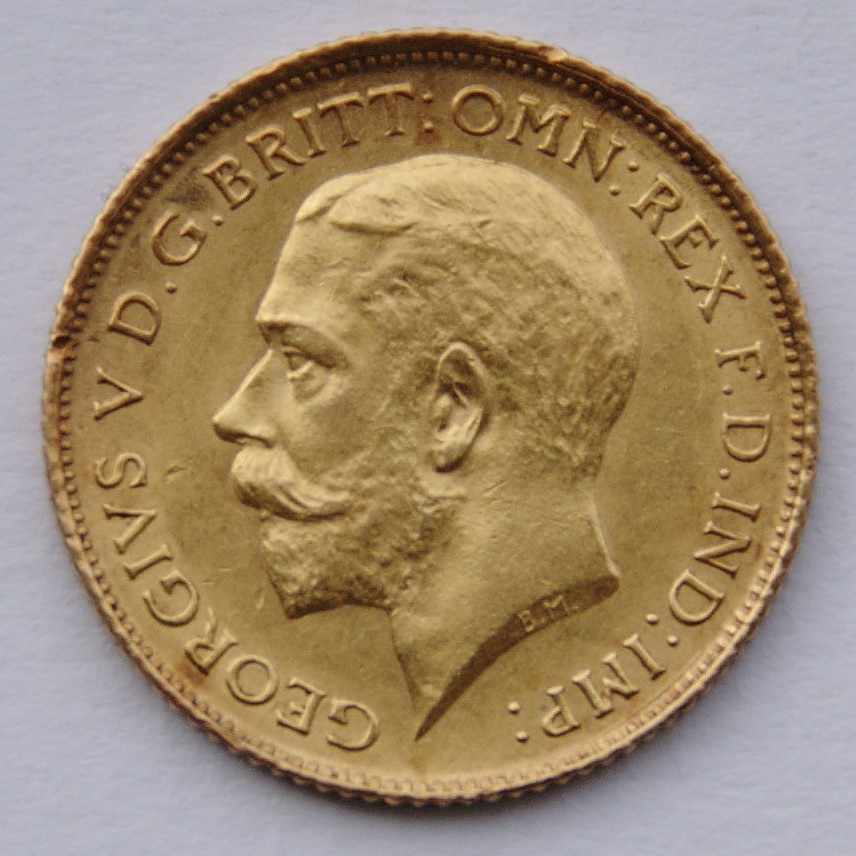
Demi-souverain britannique avec le portrait de George V

Asquith tente de limiter le pouvoir des Lords par des réformes constitutionnelles qui sont rejetées après des débats houleux à la chambre haute. Une conférence organisée sur ces réformes échoue en novembre 1910 après 21 réunions. Asquith et Lord Crewe, le chef des Lords libéraux, demandent à George V de dissoudre le Parlement et de promettre de créer suffisamment de pairs libéraux si les Lords bloquaient à nouveau la législation. Si le roi refuse, le gouvernement libéral démissionnerait et cela donnerait l'impression que le souverain prenait parti avec « les pairs contre le peuple ». Les deux conseillers privés du monarque, Lord Knollys (libéral) et Lord Stamfordham (unioniste), sont en désaccord. Comme son père, George accepte la dissolution et la création de pairs avec réticence même s'il considère que ses ministres avaient profité de son inexpérience pour l'intimider. Après l'élection de décembre 1910, les Lords acceptent les réformes du fait des menaces d'inonder la Chambre des lords avec de nouveaux pairs. Le Parliament Act de 1911 (en) supprimait, à quelques exceptions près, le droit de veto des Lords. Le roi considèrera par la suite que Lord Knollys lui avait délibérément caché la volonté de l'opposition à former un gouvernement si les libéraux avaient démissionné.
À la suite de l'élection de décembre 1910, les libéraux forment un gouvernement minoritaire grâce au soutien des nationalistes irlandais. Asquith présente donc une législation visant à accorder une autonomie interne à l'Irlande mais les conservateurs et les unionistes s'y opposent, et la situation s'enlise,. Pour éviter la perspective d'une guerre civile en Irlande entre unionistes et nationalistes, George V organise une conférence rassemblant toutes les parties au palais de Buckingham en juillet 1914 pour essayer de négocier un accord. La conférence se termine par une impasse après quatre jours de discussions,. Après avoir envisagé de mettre son veto à la législation, le roi l'approuve le 18 septembre 1914 mais son application est suspendue par le déclenchement de la Première Guerre mondiale.

### Première Guerre mondiale

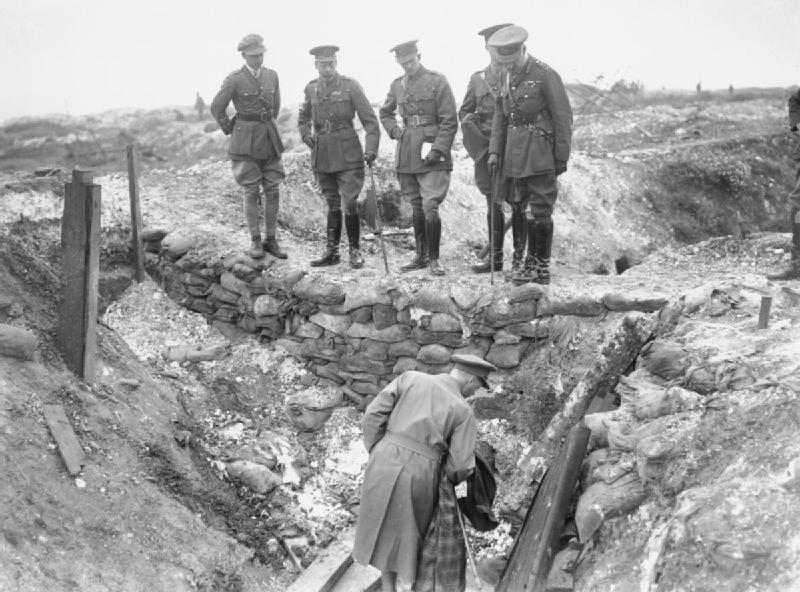
George V (deuxième en partant de la gauche) inspecte une tranchée allemande prise pendant la bataille de la Somme en août 1916 guerre mondiale.

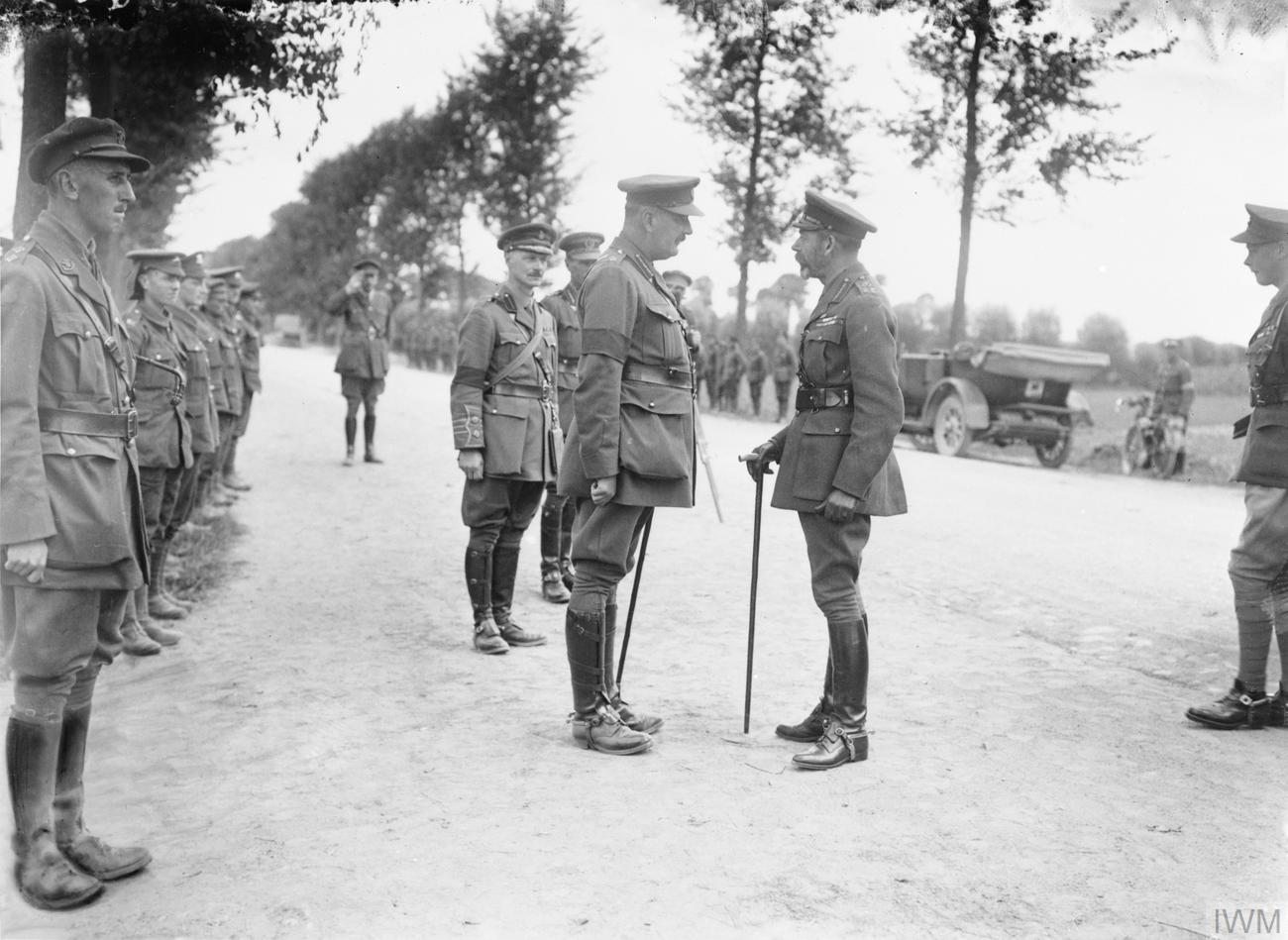
George V (à droite) conversant avec le Major-General Charles Guinand Blackader, Commandant de la 38th (Welsh) Division, à Wormhout, le 13 août 1916. Les troupes de la Division sont alignées le long de la route.

Le 4 août 1914, le roi note dans son journal : « J'ai tenu conseil à 10h45 pour la déclaration de guerre à l'Allemagne. C'est une terrible catastrophe, mais ce n'est pas de notre faute. Plaise à Dieu que tout cela s'achève bientôt ». Entre 1914 et 1918, le Royaume-Uni est en guerre contre l'Empire allemand. Le Kaiser Guillaume II, qui devient pour l'opinion publique britannique le symbole des horreurs de la guerre, est le cousin de George V. Le grand-père paternel du roi du Royaume-Uni était le prince Albert de Saxe-Cobourg-Gotha ; George V et ses enfants portent donc les titres de prince et de princesse de Saxe-Cobourg-Gotha. La reine Mary, bien que britannique par sa mère, est fille du duc de Teck, un descendant des ducs de Wurtemberg allemands. George V a des beaux-frères et des cousins qui sont des sujets britanniques mais qui portaient des titres allemands des maisons de Teck, de Battenberg ou de Schleswig-Holstein. Lorsque H. G. Wells écrit sur la « cour terne et étrangère » de Grande-Bretagne, George V répond : « je suis peut-être terne mais que je sois maudit si je suis étranger ».

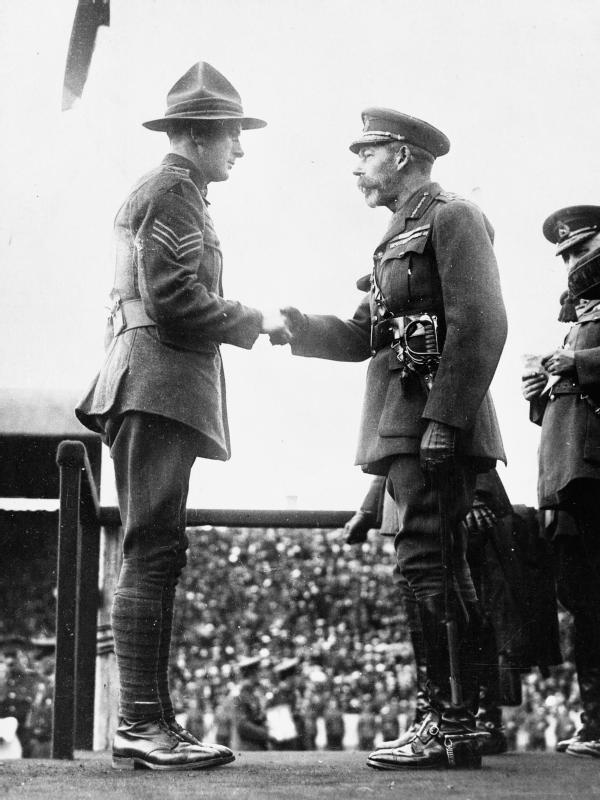
George V (à droite) remet la Croix de Victoria au sergent néo-zélandais Samuel Frickleton en 1917.

Le 17 juillet 1917, George apaise les sentiments nationalistes britanniques en changeant le nom de la maison royale britannique du nom à consonance allemand de Saxe-Cobourg-Gotha en Windsor d'après le château éponyme. Ses proches et lui abandonnent leurs titres allemands et prirent des noms à consonance britannique. George V compense ces pertes faisant de ses proches des Lords. Son cousin, le prince Louis Alexandre de Battenberg, qui a été forcé de quitter sa fonction de First Sea Lord au début de la guerre en raison des sentiments antigermaniques, devient Louis Mountbatten tandis que les frères de la reine Mary deviennent Alexander et Adolphe de Cambridge.
Dans des lettres patentes diffusées le 11 décembre 1917, le roi limite l'usage du titre de Son Altesse Royale et de la dignité de « prince (ou princesse) de Grande-Bretagne et d'Irlande » aux enfants du souverain, les enfants des fils du souverain et le fils aîné du fils aîné du prince de Galles, titres jusqu'alors attribués à tous les descendants du monarque régnant. Les lettres patentes spécifient également que « les titres d'altesse royale, d'altesse ou d'altesse sérénissime et la dignité de prince et princesse sont suspendus en dehors de ceux déjà accordés et qui ne seront pas révoqués ». Les proches de la famille royale britannique qui combattent du côté allemand comme Ernest-Auguste de Hanovre et Charles-Édouard de Saxe-Cobourg et Gotha voient leurs titres britanniques suspendus par un ordre en Conseil de 1919. Sous la pression de sa mère, la reine Alexandra, George V fait également retirer les bannières de l'ordre de la Jarretière de ses proches allemands de la chapelle Saint-Georges.
Lorsque le tsar Nicolas II, son cousin, est renversé par la révolution russe, le gouvernement britannique lui offre asile ainsi qu'à sa famille mais les craintes que la révolution ne se propage aux Îles Britanniques poussent George V à juger que la présence de la famille impériale russe serait inappropriée. Même si Louis Mountbatten avancera plus tard que le Premier ministre David Lloyd George était opposé au sauvetage de la famille impériale russe, les lettres de Lord Stamfordham suggèrent que le gouvernement y était favorable mais George V alla contre cet avis. Le MI1, une branche des services secrets britanniques, prépare des plans complets pour exfiltrer le tsar mais du fait de la force grandissante des révolutionnaires bolcheviks et des difficultés liées à la guerre, le projet n'est jamais appliqué. Le tsar et sa famille immédiate restèrent en Russie où ils sont assassinés par les bolcheviks en 1918. L'année suivante, la mère de Nicolas (la tante de George) Maria Feodorovna, et d'autres membres de la famille impériale russe sont évacués de Crimée par des navires britanniques.
Deux mois après la fin de la guerre, le fils cadet de George V, John, meurt à l'âge de 13 ans après une longue maladie. George V est informé par la reine Mary qui écrit, « [John] a été pour nous le sujet d'une grande anxiété pendant de nombreuses années… La première faille dans le cercle familial est dure à supporter mais les gens ont été si gentils et sympathiques et cela nous a beaucoup aidé ».
En mai 1922, le roi se rend en Belgique et dans le nord de la France et visite les cimetières et les mémoriaux construits par l'Imperial War Graves Commission. L'événement est décrit dans le poème The King's Pilgrimage de Rudyard Kipling. Ce voyage et une courte visite en Italie en 1923 sont les seules occasions au cours desquelles George V accepte de quitter le Royaume-Uni en déplacements officiels après la fin de la guerre.

### Disparitions de monarchies européennes

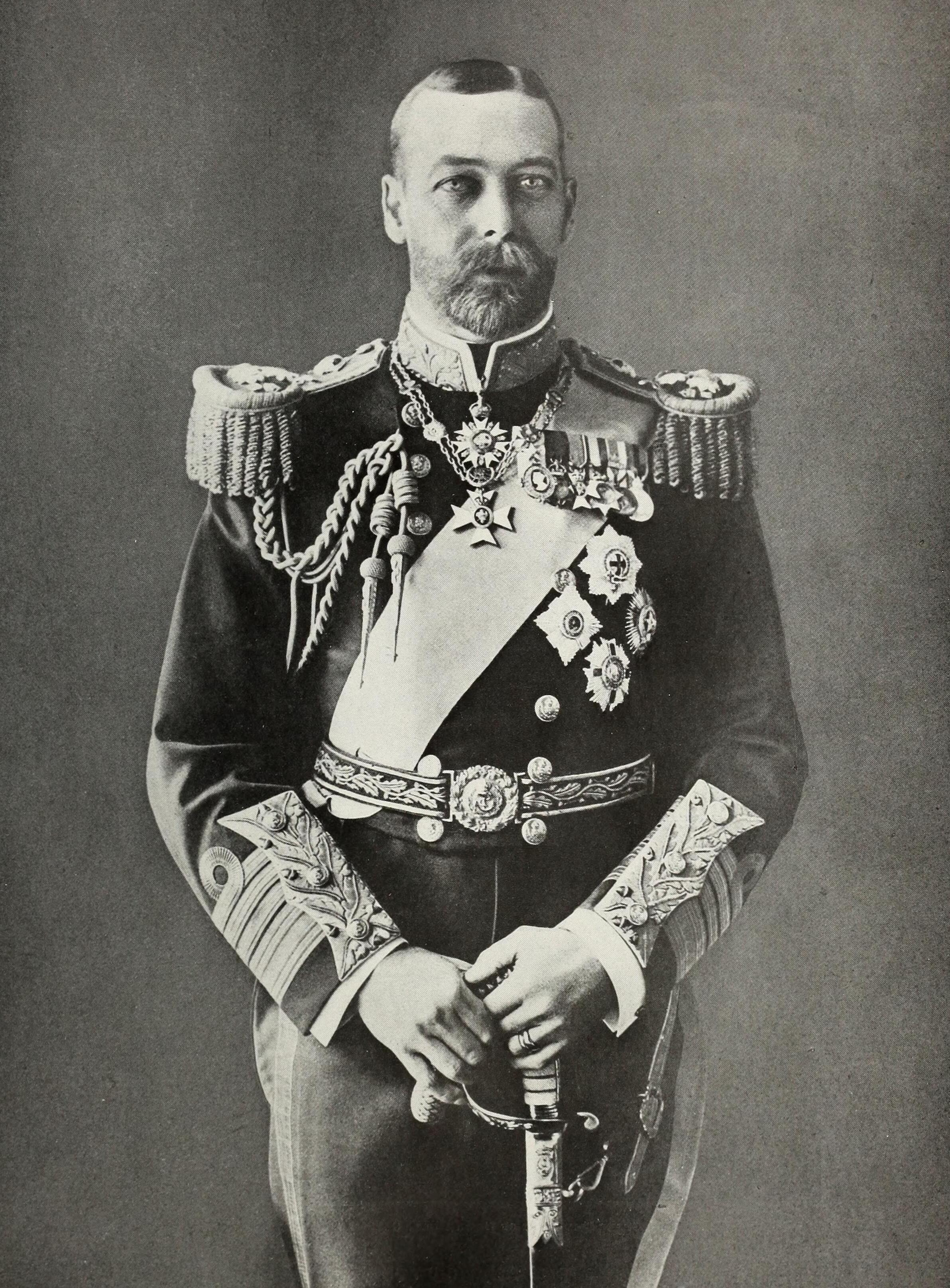
George V en 1917

Avant la Première Guerre mondiale, la plus grande partie de l'Europe était gouvernée par des monarques ayant des liens avec George V, mais les monarchies d'Autriche-Hongrie, d'Allemagne, de Grèce et de Russie disparurent pendant ou peu après le conflit. En mars 1919, le lieutenant-colonel Edward Lisle Strutt est envoyé par George V pour escorter l'ancien empereur d'Autriche Charles Ier et sa famille jusqu'en Suisse. En 1922, un navire de la Royal Navy est détaché en Grèce pour secourir ses cousins, le prince André qui était un neveu de la reine Alexandra par son frère Georges Ier, la princesse Alice qui était la fille du prince Louis Alexandre de Battenberg, l'un des princes allemands ayant reçu une pairie britannique en 1917, ainsi que leurs enfants. Dans le navire britannique se trouvait ainsi le prince Philippe qui épousera par la suite la petite-fille de George V, la princesse Élisabeth. La monarchie grecque est restaurée en 1935 peu avant la mort du souverain du Royaume-Uni.

### Guerre d'indépendance irlandaise
Après de nombreux incidents pendant la Première Guerre mondiale, la situation en Irlande se transforme en guerre d'indépendance en 1919. George V exprime son horreur concernant les représailles et les massacres approuvés par le gouvernement de David Lloyd George. Lors de la cérémonie d'ouverture du Parlement d'Irlande du Nord le 22 juin 1921, le roi, dans un discours en partie rédigé par Lloyd George et le général Jan Smuts, appelle à l'apaisement. Une trêve est signée quelques jours plus tard et les négociations entre le Royaume-Uni et les indépendantistes irlandais débouchèrent sur la signature du traité anglo-irlandais le 6 décembre 1921. À la fin de l'année 1922, l'Irlande est de fait divisée entre l'État libre d'Irlande au sud et l'Irlande du Nord.

### Montée du mouvement socialiste

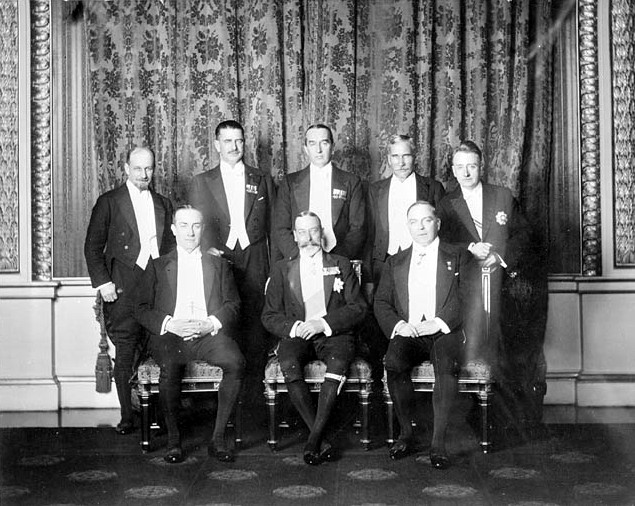
Conférence impériale de 1926 : George V et les premiers ministres du Commonwealth. Dans le sens des aiguilles d'une montre en partant du centre du premier rang : George V, Baldwin (Royaume-Uni), Monroe (Terre-Neuve), Coates (Nouvelle-Zélande), Bruce (Australie), Hertzog (Afrique du Sud), Cosgrave (État libre d'Irlande), Mackenzie King (Canada).

Le roi et ses proches conseillers s'inquiètent de la montée du socialisme et des mouvements ouvriers qu'ils associent au républicanisme. Leurs inquiétudes, bien qu'exagérées, entraînent une évolution du rôle social de la monarchie pour le rendre plus ouvert au monde ouvrier et à ses représentants ; cela représentait un changement important pour George qui n'était à l'aise qu'avec les officiers navals et les membres de l'aristocratie. En réalité, les socialistes ne croient plus en leurs slogans antimonarchiques et sont prêts à négocier avec la monarchie si elle fait le premier pas. George prend cette initiative et adopte une posture plus démocratique transcendant les classes sociales et rapprochant le souverain du peuple. Le roi développe également des relations amicales avec des hommes politiques travaillistes modérés et des représentants des syndicats. L'abandon de l'attitude hautaine de la monarchie par George V modifie le comportement de la famille royale et augmente sa popularité durant les crises économiques des années 1920 et par la suite. De fréquents changements de gouvernement ont lieu entre 1922 et 1929. En 1924, George V nomme le premier Premier ministre travailliste, Ramsay MacDonald, en l'absence d'une claire majorité pour l'un des trois principaux partis lors de l'élection de décembre 1923. L'accueil diplomatique et compréhensif de ce premier gouvernement travailliste (qui dura moins d'un an) apaise les inquiétudes des sympathisants du parti,. Durant la grève générale de 1926, le roi préconise au gouvernement conservateur du Premier ministre Stanley Baldwin d'adopter une politique conciliante en déclarant par exemple : « Essayez donc de vivre avec leur salaire avant de les juger ».

### Dernières années de règne
En 1926, George V accueille les ministres des dominions britanniques lors d'une conférence impériale à Londres. Au cours de celle-ci, il adopte la déclaration Balfour reconnaissant officiellement que les dominions « sont des communautés autonomes au sein de l'Empire britannique, de statut égal, aucunement subordonnés les uns aux autres… et librement associés en tant que membres du Commonwealth of Nations ». En 1931, le statut de Westminster poursuit cette évolution en accordant une pleine souveraineté aux dominions et en imposant l'accord de chacun d'entre eux pour toute modification des lois de succession au trône.
À la suite de la crise de 1929, le roi encourage la formation d'un gouvernement d'unité nationale en 1931 mené par MacDonald et Baldwin, et réduit volontairement la liste civile pour aider à équilibrer le budget.
En 1932, George V accepte de délivrer une allocution radiophonique pour Noël, un événement qui devint annuel par la suite. Il n'était initialement pas favorable à cette innovation mais est convaincu par l'argument selon lequel il s'agissait de ce que voulait le peuple.

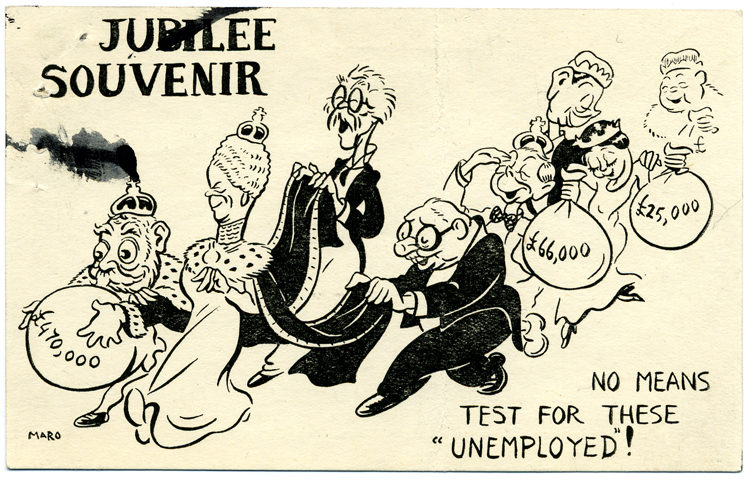
Pas d'évaluation des revenus pour ces chômeurs !, caricature de Maro en 1935. Les dépenses du jubilé d'argent au milieu de la crise économique causèrent une certaine controverse.

Il s'inquiète de l'arrivée au pouvoir d'Adolf Hitler en Allemagne en 1933. L'année suivante, le roi déclare franchement à l'ambassadeur allemand Leopold von Hoesch que l'Allemagne met en danger le monde et qu'il y aurait nécessairement une guerre dans moins de dix ans ; il avertit son ambassadeur à Berlin, Eric Phipps, de se méfier des nazis. Au moment de son jubilé d'argent en 1935, il est devenu un roi bien-aimé répondant à l'adoration de la foule : « je ne comprends pas, après tout je ne suis qu'un type très ordinaire ».
Les relations entre George V et son fils aîné et héritier, Édouard, se détériorent dans les dernières années de son règne. Le roi est déçu par son refus de se marier et choqué par ses nombreuses aventures avec des femmes mariées. À l'inverse, il adore son second fils, Albert, et sa petite-fille aînée, Élisabeth ; il lui donna le surnom de « Lilibet » et elle l'appelait affectueusement Grandpa England (« Grand-père Angleterre »). En 1935, George V dit d'Édouard, « après ma mort, ce garçon va se ruiner en un an » et d'Albert et Elisabeth, « je prie Dieu que mon fils aîné [Édouard] n'ait jamais ni femme ni enfant, et que rien n'empêche Bertie et Lilibet d'accéder au trône, ».

### Dégradation de la santé du roi

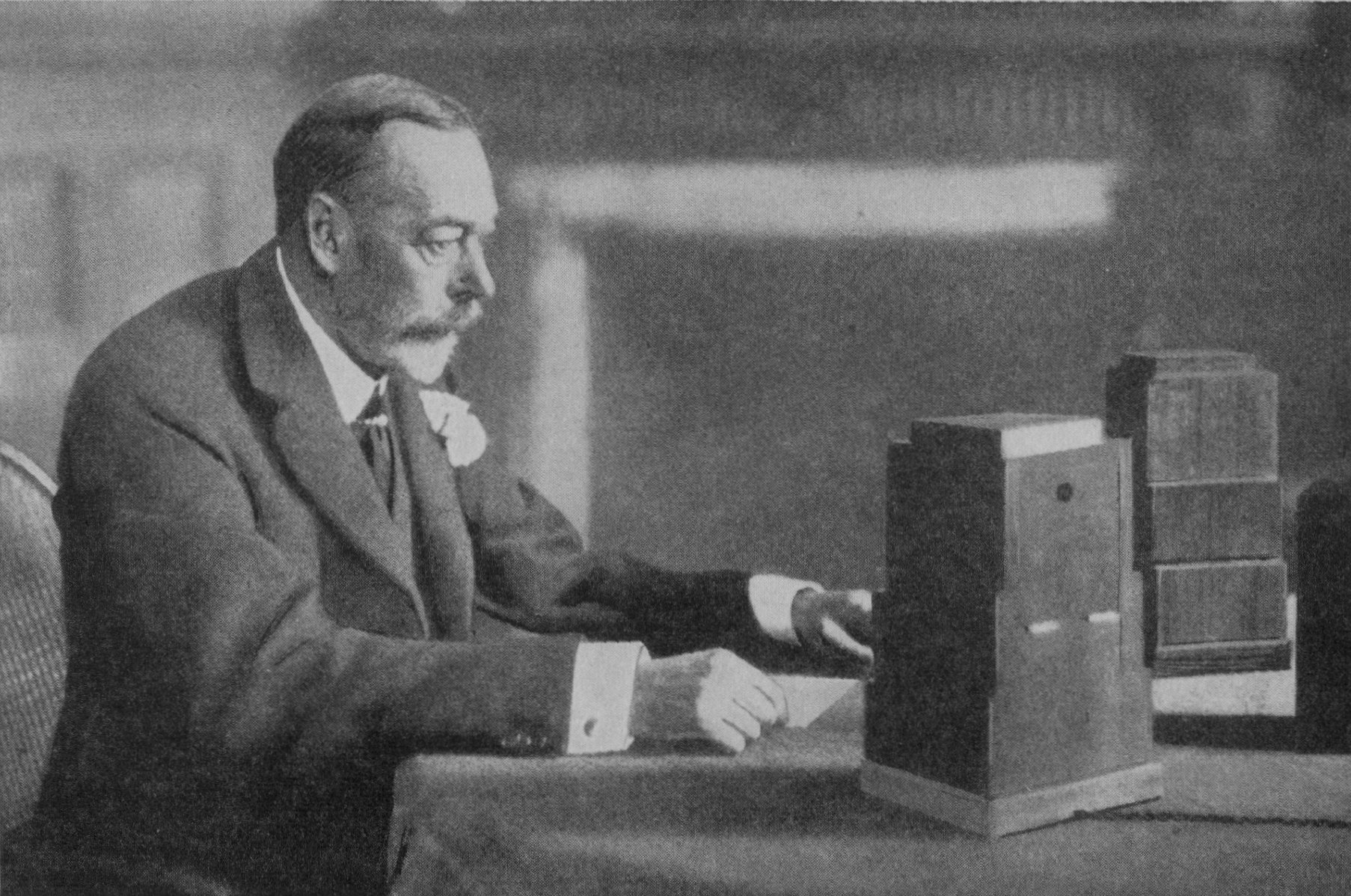
George V durant son allocution de Noël 1934.

La Première Guerre mondiale prend un lourd tribut sur la santé de George V : il est sérieusement blessé le 28 octobre 1915 lorsqu'il tombe de cheval lors d'un défilé militaire et son fort tabagisme aggrave ses problèmes respiratoires existants. Il est victime d'une broncho-pneumopathie chronique obstructive et d'une pleurésie. En 1925, sur les conseils de ses médecins, il entame à contrecœur une croisière privée en Méditerranée ; il s'agit de son troisième voyage à l'étranger depuis la fin de la guerre et cela est également son dernier. En novembre 1928, il développe un sepsis et son fils Édouard assura une grande partie des devoirs royaux au cours des deux années suivantes. Au printemps 1929, la proposition d'un nouveau séjour de convalescence à l'étranger est rejetée par le roi « avec un langage plutôt grossier ». Il préfère plutôt se retirer pendant trois mois dans la station balnéaire de Bognor dans le Sussex de l'Ouest. À la suite de ce séjour, la ville adopte le suffixe « Regis », latin pour « du roi ». Selon une rumeur qui se développe par la suite, ses derniers mots, lorsqu'on lui dit qu'il serait rapidement suffisamment en forme pour revisiter la ville, sont Bugger Bognor ! (« Je me fous de Bognor ! »),,.
George ne récupère jamais complètement. Durant sa dernière année, il reçoit occasionnellement de l'oxygène. Le soir du 15 janvier 1936, le roi se couche dans sa chambre de Sandringham House et se plaint d'un rhume ; il ne quittera pas la chambre en vie. Il devient de plus en plus faible et alterne entre états conscients et inconscients. Le Premier ministre Baldwin dit :

« Chaque fois qu'il reprenait conscience, il posait des questions ou des remarques aimables et il avait des mots gentils. Il dit néanmoins à son secrétaire : « Comment va l'Empire ? » Une phrase inhabituelle sous cette forme et le secrétaire répondit : « Tout va bien, monsieur, avec l'Empire » et le roi lui lança un sourire et sombra à nouveau dans le coma. »

### Mort du roi et succession

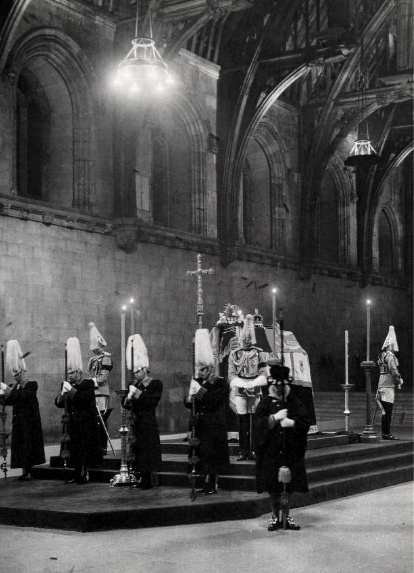
Exposition du corps de George V, drapé de l’étendard royal, à Westminster Hall.

Le 20 janvier, le roi vit ses dernières heures. Ses médecins, avec à leur tête Lord Dawson of Penn publient un bulletin avec ces mots « la vie du roi avance paisiblement vers sa fin, ». Le journal privé que Dawson tient, retrouvé après sa mort et publié en 1986, révèle que les derniers mots du roi, un God damn you ! (« Soyez maudite ! ») balbutié, sont adressés à son infirmière alors qu'elle lui administrait un sédatif dans la nuit du 20 janvier. Dawson écrit qu'il avait « accéléré » la mort du roi en lui injectant une dose létale de cocaïne et de morphine, afin, précise-t-il, de préserver la dignité du souverain, mais aussi d'épargner à la famille la vision d'une agonie lente et ainsi leur permettre de conserver le souvenir agréable de l'homme qu'il fut toute sa vie, et d'éviter ainsi d'en avoir pour dernier souvenir l'image d'un vieillard agonisant et maintenu en vie uniquement pour la sacralité de celle-ci. Enfin, Dawson expose, toujours dans son journal, un dernier argument justifiant son geste : l'idéal était que l'heure de la mort du roi (23 h 55) puisse être annoncée dans l'édition matinale du journal The Times plutôt que dans les « moins appropriés… journaux du soir, ». Plusieurs publications parlent cependant d'euthanasie, voire de meurtre,. Après plus de vingt-cinq ans de règne, le roi George V s'éteint dans la nuit du 20 janvier 1936, entouré de sa famille dans sa résidence de Sandringham House, à l'âge de 70 ans. Présent au chevet de son père, son fils aîné, le prince de Galles, lui succède et devient le roi Édouard VIII. Son deuxième fils, le duc d'York, devient l'héritier présomptif de la couronne. La nouvelle de la mort du roi est annoncée au monde tôt le lendemain de son décès, à la radio par la BBC. Depuis Hyde Park, la Tour de Londres et d’autres endroits dans le pays, 70 coups de canon sont tirés en hommage au roi. 
Le compositeur allemand Paul Hindemith se rend dans un studio de la BBC le matin après la mort du roi et écrit en six heures la suite Trauermusik (« musique funèbre ») qui est jouée en direct le soir à la radio par l'orchestre symphonique de la BBC, dirigé par Adrian Boult.
Au cours de la procession amenant la dépouille de George V dans Westminster Hall, une partie de la couronne impériale des Indes tombe du sommet du cercueil et atterrit dans le caniveau alors que le cortège est en train de tourner dans le New Palace Yard. Le nouveau roi, Édouard VIII, vit l'incident et se demanda s'il s'agissait d'un mauvais présage pour son règne. Ironie du sort, il abdiquera en décembre de la même année à cause de ses frasques amoureuses, et son frère Albert d'York est couronné sous le nom de George VI.
En signe de respect pour leur père, les quatre fils vivants de George V, Édouard, Albert, Henry et George montent la garde devant le catafalque la nuit avant les funérailles. Cette cérémonie n'est pas répétée avant 2002 à la mort de la bru du roi George V, la reine-consort, puis reine-mère Elizabeth, veuve du roi George VI.
Le roi George V est inhumé en la chapelle Saint-Georges du château de Windsor, aux côtés de son père, le 28 janvier 1936.

## Héritage
George V préférait rester chez lui pour s'adonner à ses passions comme la philatélie ou la chasse et avait un mode de vie que ses biographes ultérieurs qualifièrent d'ennuyeux du fait de son conformisme. Il n'était pas un intellectuel et manquait de la sophistication de ses deux prédécesseurs : en revenant d'une soirée à l'opéra, il écrivit « suis allé à Covent Garden pour voir Fidelio et diable que c'était ennuyeux ». Il était cependant un fervent défenseur du Royaume-Uni et de son Commonwealth et comprenait l'Empire britannique mieux que la plupart de ses ministres ; comme il expliqua, « cela a toujours été mon rêve de m'identifier avec la grande idée de l'Empire ». Il apparaissait comme un grand travailleur et devint très populaire auprès des peuples de Grande-Bretagne et de l'Empire, de même qu'au sein de l'Establishment. L'historien David Cannadine décrit George V et la reine Mary comme un « couple inséparable et très dévoué » qui fit beaucoup pour défendre les « valeurs familiales ». George V établit une norme de conduite pour la royauté britannique qui reflétait les valeurs de la classe moyenne supérieure plutôt que celles de l'aristocratie. Il était par tempérament un traditionaliste qui n'appréciait pas les changements révolutionnaires entrepris par la société britannique. Il utilisa néanmoins invariablement son influence comme une force de neutralité et de modération et voyait son rôle comme celui d'un médiateur plutôt que comme le décideur final.

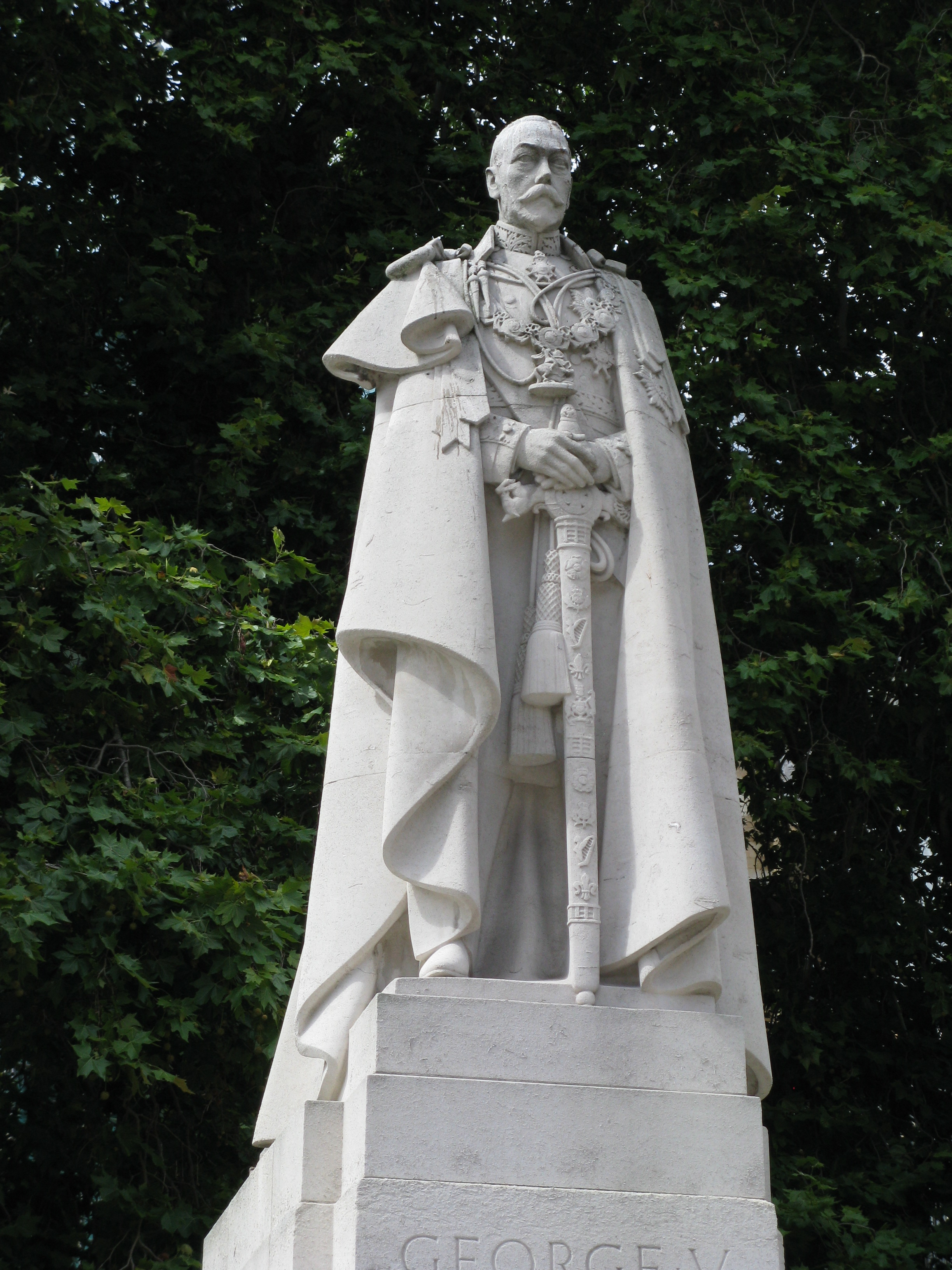
Statue de George V par devant l'abbaye de Westminster.

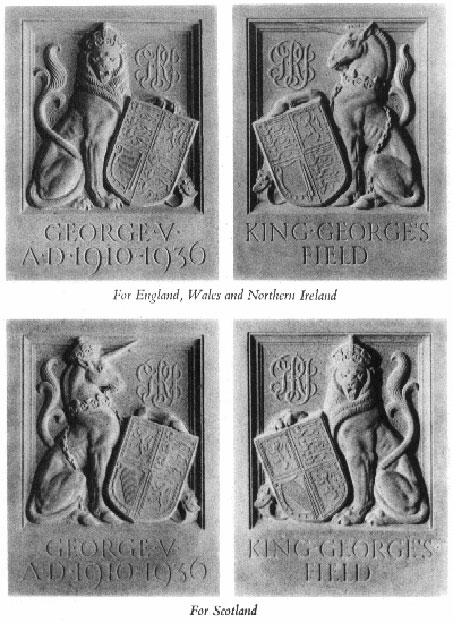
Les plaques aux entrées des King George's Fields en Angleterre et au pays de Galles (au-dessus) et en Écosse (au-dessous)

Ayant reçu une formation complète d'officier de marine, George V était un plaisancier - régatier averti : Il fait racheter et remettre en état "racing trim" (compétitif) le grand côtre (37m) Britannia construit pour son père Edouard VII dû au crayon inspiré de l'architecte naval George Lennox Watson. Même s'il n'engagera pas ce voilier (déja ancien mais remis au standard de la Classe J) dans la Coupe de l'America, il se taillera un très enviable palmarès en régate, en particulier aux dépens de son neveu le kaiser Guillaume II qui a racheté le Yacht Thistle (rebaptisé Meteor) plus ancien et moins performant. Conformément à son testament, le Britannia ne survivra pas à son royal skipper : il sera sabordé au large de l'île de Wight, la "Mecque" du yachting britannique.
George V a été honoré par de nombreuses statues à Hobart, Canberra, Brisbane et Adélaïde en Australie et une de William Reid Dick (en) devant l'abbaye de Westminster à Londres. De nombreux lieux publics ont été nommés en son honneur dont le King George V Park à Saint-Jean de Terre-Neuve, la place George-V à Québec, le stade George-V de Curepipe sur l'île Maurice, la Place du Roi George à Metz, ainsi qu'une station de métro, un hôtel et une avenue à Paris.
Il a été honoré aussi par les King George's Fields (en), un groupe d'espaces verts au Royaume-Uni, créés après sa mort par le lord-maire de Londres du temps. Ces espaces verts sont identifiés par les bas-reliefs à leurs entrées du lion d'Angleterre (gauche) et de la licorne d'Écosse (droite), à la mode des supports des armoiries royales, sauf en Écosse, où leurs positions sont renversées.
La Royal Navy donna son nom à deux classes de cuirassés :
- celle de 1911 composée des HMS King George V, Centurion, Audacious et Ajax ;
- celle de 1939 composée des HMS King George V, Prince of Wales, Anson, Duke of York, et Howe.

## Cinéma et télévision
George V a été joué à l'écran par :
- Michael Osborne dans la série Edward the King (1975) ;
- Marius Goring dans la série Edward and Mrs. Simpson (1978) ;
- Rene Aranda dans le film Le Complot diabolique du docteur Fu Manchu (1980) ;
- Rupert Frazer dans le téléfilm Shackleton (2002) ;
- Alan Bates dans le téléfilm Bertie and Elizabeth (en) (2002) ;
- Tom Hollander dans le téléfilm The Lost Prince (en) (2003) ;
- Julian Wadham dans le téléfilm Mon fils Jack (2007) ;
- Michael Gambon dans le film Le Discours d'un roi (2010) qui reçut quatre Oscars dont celui du meilleur film à la 83e cérémonie des Oscars[113] ;
- James Fox dans le film W.E. (2011) ;
- Patrick FitzSymons dans la mini série 37 days (2014) ;
- Simon Jones dans le film Downton Abbey (2019) ;
- Tom Hollander dans le film The King's Man : Première Mission (2021) ;
- Richard Dillane dans la série The Crown (2022).

## Titres, honneurs et armoiries

Monogramme royal de George V

### Titres
- 3 juin 1865 - 24 mai 1892 : Son Altesse Royale le prince George de Galles
- 24 mai 1892 - 22 janvier 1901 : Son Altesse Royale le duc d'York
- 22 janvier 1901 - 9 novembre 1901 : Son Altesse Royale le duc de Cornouailles et d'York
- 9 novembre 1901 - 6 mai 1910 : Son Altesse Royale le prince de Galles
  - en Écosse : Son Altesse Royale le duc de Rothesay
- 6 mai 1910 - 20 janvier 1936 : Sa Majesté le roi
  - Sa Majesté Impériale le roi-empereur (par rapport à l'Inde britannique)

Son titre complet en tant que monarque était « Sa Majesté, George V, par la grâce de Dieu, du Royaume-Uni de Grande-Bretagne et d'Irlande et des dominions britanniques par-delà les mers, roi, défenseur de la foi, empereur des Indes » jusqu'au Royal and Parliamentary Titles Act de 1927 lorsqu'il fut transformé en « Sa Majesté, George V, par la grâce de Dieu, de Grande-Bretagne, d'Irlande et des dominions britanniques par-delà les mers, roi, défenseur de la foi, empereur des Indes ».

### Honneurs

#### Honneurs civils
- KG : Chevalier de la Jarretière, 4 août 1884[114]
- KT : Chevalier du Chardon, 5 juillet 1893[114]
- KP : Chevalier de Saint-Patrick, 20 août 1897[114]
- GCSI : Chevalier grand commandeur de l'ordre de l'Étoile d'Inde, 28 septembre 1905[114]
- GCMG : Chevalier grand-croix de l'ordre de Saint-Michel et Saint-Georges, 9 mars 1901[114],[115]
- GCIE : Chevalier grand commandeur de l'ordre de l'Empire des Indes, 28 septembre 1905[114]
- GCVO : Chevalier grand-croix de l'ordre royal de Victoria, 30 juin 1897[114]
- ISO : Ordre du service impérial, 31 mars 1903[114]
- Royal Victorian Chain, 1902[114]
- PC : Conseiller privé (Royaume-Uni), 18 juillet 1894[114]
- PC : Conseiller privé (Irlande), 20 août 1897[114]
- FRS : Membre royal de la Royal Society, 8 juin 1893[114]

#### Fonctions militaires
- Cdt, septembre 1877 : Cadet, HMS Prince of Wales[116]
- Mid, 8 janvier 1880 : Aspirant, HMS Bacchante et la corvette HMS Canada[114]
- SLt, 3 juin 1884 : Sous-Lieutenant, Royal Navy[114]
- Lt, 8 octobre 1885 : Lieutenant, HMS Thunderer, HMS Dreadnought, HMS Alexandra, HMS Northumberland[114]
- Aide de camp personnel de la reine, 21 juin 1887[117]
- juillet 1889 : HMS Torpedo Boat 79[118]
- À partir de mai 1890 : canonnière HMS Thrush[119]
- Cdr, 24 août 1891 : Commandant, HMS Melampus[114]
- Capt, 2 janvier 1893 : Capitaine, Royal Navy[114]
- RAdm, 1er janvier 1901 : Contre-amiral, Royal Navy[114],[120]
- Aide de camp personnel du roi, 25 février 1901[121]
- VAdm, 26 juin 1903 : Vice-amiral, Royal Navy[114]
- Adm, 1er mars 1907 : Amiral, Royal Navy[114],[122]
- 1910 : Admiral of the Fleet, Royal Navy[114]
- 1910 : Field marshal, British Army[122]
- 1919 : Marshal of the Royal Air Force, Royal Air Force[123]
- Colonel en chef des Royal Marine Forces, 1er janvier 1901[124]

### Décorations étrangères
- Grand-croix avec diamants de l'ordre de Dannebrog (Danemark, 1913).
- Chevalier de l’ordre de l'Éléphant (Danemark, 1885).
- Chevalier de l'ordre de la Toison d'or (Espagne).
- Grand-croix avec collier de l'ordre de Charles III d'Espagne (Espagne).
- Croix-crois de l'ordre de la liberté (Estonie).
- Grand-croix de l’ordre du Sauveur (Grèce).
- Chevalier grand-croix de l'Ordre de Saint-Étienne de Hongrie.
- Chevalier grand-croix de l'ordre suprême de la Très Sainte Annonciade (Italie, 1892).
- Grand-croix de l'ordre de la Couronne d'Italie (Italie, 1892).
- Grand-croix de l'ordre royal des Saints-Maurice-et-Lazare (Italie, 1892).
- Grand-cordon de l'ordre du Chrysanthème (Japon).
- Première classe de l'ordre de l'Osmaniye (Empire ottoman).
- Première classe de l'ordre d'Osman (Empire ottoman).
- Grand-croix de l'ordre de la Couronne de Wende (grand-duché de Mecklembourg-Schwerin)
- Chevalier grand-croix de l'ordre du Lion néerlandais (Pays-Bas).
- Première classe de l'ordre de Saint-Stanislas (Pologne).
- Grand-croix de l'ordre de l'Empire colonial (en) (Portugal).
- Première classe de l'Écharpe des trois ordres (en) (Portugal, 1919).
- Première classe de l'ordre de l'Aigle rouge (royaume de Prusse).
- Grand-croix de l'ordre de l'Aigle noir (royaume de Prusse).
- Grand-croix de l'ordre de Hohenzollern (royaume de Prusse).
- Grand-croix avec collier de l'ordre de Saint-Olaf (Norvège).
- Grand-croix de l'ordre de Carol Ier (royaume de Roumanie, 1910).
- Grand-croix de l'ordre de Saint-André (empire de Russie).
- Grand-croix de l'ordre de Saint-Alexandre Nevski (empire de Russie).
- Première classe de l'ordre de Sainte-Anne (empire de Russie).
- Chevalier de l'ordre des Séraphins (Suède, 1905).

### Armoiries
En tant que duc d'York, George portait les armoiries royales du Royaume-Uni différenciées par un écu des armoiries de Saxe et un lambel de trois points argent dont le central présentait une ancre azur. L'ancre de son point central fut abandonnée sur les armoiries du prince de Galles. Lors de son règne, il portait les armoiries royales non-différenciées. En 1917, il fit supprimer l'écu de Saxe des armoiries de tous les descendants patrilinéaires du prince consort domicilié au Royaume-Uni.

Armoiries du duc George d'York.
Armoiries du prince George de Galles.
Armoiries de George V du Royaume-Uni.
Armoiries de George V du Royaume-Uni (en Écosse).